# Ewald Becker-Carus
Ewald Becker-Carus (* 17. September 1902 in Dingelstedt; † 5. Oktober 1995 in Schloss Hamborn) war ein deutscher Maler, Graphiker und Kunsterzieher.

## Leben und Werk
Ewald Becker-Carus besuchte die Volksschule in Dingelstedt und ab 1915 die Präparanda in Halberstadt. 1919 legte er das Abitur ab. Von 1920 an war er am Evangelischen Lehrerseminar und bestand dort 1922 die erste Lehramtsprüfung. Aufgrund der schlechten wirtschaftlichen Lage war ihm nicht möglich als Lehrer eine Anstellung zu finden. Er widmete sich in dieser Zeit vermehrt seiner künstlerischen Neigung und „bereitete […] sich, dem Rat seines väterlichen und hochverehrten Lehrers Dr. Dreske folgend, auf eine Akademieaufnahme vor“. Von 1924 bis 1927 studierte er an der Akademie der bildenden Künste zu Dresden (bei Richard Dreher). Schwerpunkte des Studiums waren die Landschaftsmalerei, das Aktzeichnen, sowie Kunstgeschichte. Am Ende seines Studiums wurde er Meisterschüler bei Dreher.
Auf die Dresdner Studienjahre folgten ausgiebige Reisen durch die Schweiz und Oberitalien. Des Weiteren besuchte Becker-Carus auf diesen Reisen die damals bekanntesten deutschen Kunstmuseen und Galerien in München, Düsseldorf, Kassel, Berlin, Hamburg und  Bremen.
Ab dem Herbst 1927 war Becker-Carus als freischaffender Maler und Graphiker in Dresden tätig.
1928 bis 1929 absolvierte Becker-Carus ein Studium der graphischen Techniken an der Akademie für Graphik in Leipzig mit angeschlossenem pädagogischem Institut und schloss dieses mit dem Werklehrerexamen ab.
1929 erhielt er einen Ruf als Leiter des Werkunterrichts und Erzieher an das Pädagogium zu Niesky/Oberlausitz. Dort wirkte er maßgeblich mit am Ausbau des künstlerischen Unterrichts.
Auf Grund privater Malaufträge verbrachte er die Sommer 1929 und 1930 in Schweden (Stockholm, Jämtland, Lappland).
1933 erhielt Becker-Carus einen Lehrauftrag für künstlerische Fächer und Werkunterricht an der Rudolf-Steiner-Schule in Hamburg-Altona (Flottbeker Chaussee, heute: Elbchaussee). Er war dort bis zum Verbot der Schule 1937 durch die Nationalsozialisten tätig. Nach der Schließung der Rudolf-Steiner-Schule war Becker-Carus ab 1938 erneut freischaffend tätig. Sein damaliges Atelier befand sich in Hamburg-Altona (heute: Max Brauer-Allee). 1939 wechselte er die Atelierräume und war fortan im „Atelier für Malerei und Graphik“ in Hamburg-Blankenese, Elbchaussee 82 (heute: 485) tätig. Eingegliedert in das Atelier war eine Werkstatt für Radierung, Holzschnitt, Schnitzen und Plastizieren.
1940 wurde Becker-Carus zur Wehrmacht einberufen und leistete bis 1945 Kriegsdienst im Stabe eines Baubataillons in Norddeutschland.
Sofort nach seiner Rückkehr aus dem Krieg 1945 nahm er die Tätigkeit in seinem Atelier an der Elbchaussee wieder auf. Es folgte ein Umbau des Ateliers zum „Studienatelier für bildende Künste“ mit berufsbildendem Unterricht auf den verschiedenen Gebieten der bildenden Kunst, wobei der Schwerpunkt auf der Malerei lag.
1949 erhielt Becker-Carus einen Ruf als Professor an die  Staatliche Hochschule für Bildende Künste in Hamburg (Lerchenfeld) dem er aber nicht Folge leistete, da dies zwangsläufig die Aufgabe des eigenen Studienateliers in Hamburg-Blankenese zur Folge gehabt hätte. Stattdessen folgte er der dringenden Nachfrage der 1946 wiedereröffneten Rudolf Steiner Schule Hamburg-Wandsbek (damals: Rudolf-Steiner-Schule Hamburg) und übernahm dort insbesondere in der Oberstufe den Aufbau des Kunstunterrichts. Bis 1971 war Becker-Carus dort tätig.
1952 war Becker-Carus einer der Mitbegründer der Waldorfschule in Hamburg-Nienstedten. Von 1959 bis 1963 war er dort auch als Lehrer tätig.
1955 plante und organisierte Becker-Carus in Zusammenarbeit mit dem Bund der Freien Waldorfschulen die internationale Ausstellung „Farben und Formen“. Zuerst wurde die Schau in Hamburg in Planten un Blomen (Halle der Nationen) gezeigt. Später war sie auf Initiative von Becker-Carus auch in mehreren nordeuropäischen Städten zu sehen. So „wurde sie 1956 in Stockholm gezeigt wo er [d. h. Ewald Becker-Carus] u. a. auch die königliche Prinzessin von Schweden durch die Ausstellung führte. Das wurde ihm ein bleibendes Erlebnis“.
1969 war Becker-Carus für Planung und Organisation der Ausstellung „Malen, Zeichnen, Werken“ zuständig. Diese Schau wurde zum 50. Jahrestag der Hamburger Rudolf Steiner Schulen initiiert und wurde ebenso wie „Farben und Formen“ in mehreren europäischen Städten gezeigt.
Ab Herbst 1987 lebte Ewald Becker-Carus in der Pflegestation des Altenwerkes Schloss Hamborn bei Paderborn, wo er auch verstarb. Sein Grab befindet sich auf dem Friedhof Blankenese in Hamburg-Sülldorf.

## Mitgliedschaften
Seit 1924 war Becker-Carus Mitglied der Anthroposophischen Gesellschaft.

## Schüler
Der bekannteste seiner Schüler ist sicherlich K.R.H. Sonderborg. Becker-Carus malte mit Sonderborg „vor der Natur, Landschaft, Stilleben. Becker-Carus legte Wert auf Farbe und Licht, Malkultur im spätimpressionistischen Stil“. Weitere Schüler sind u. a. Pit von Frihling, Werner Sauernheimer, Vera Hedrich und Marianne Spälty.

## Weitere Lehrtätigkeiten
Im Rahmen der internationalen Waldorfschulbewegung führte Becker-Carus nahezu regelmäßig im Sommer / Herbst öffentliche Künstlerische Kurse in Malen sowie Plastizieren durch. Diese Kurse fanden u. a. statt in Stockholm, Schweden (1954); Krogerup Hojskole, Dänemark (1956, 1958 und 1959); Hamburg, (1957); Stuttgart, öffentlich pädagogische Arbeitswoche (1960); Aarhus, Dänemark, Egmont Hojskole (1960, 1961); Helsingfors, Finnland (1961); Wanne-Eickel, Hiberniaschule (1968); Ejstrupholm, Dänemark (1969).

## Ausstellungsbeteiligungen
- 1927 Kunstverein Brühlsche Terrasse, Dresden (Gruppenausstellung)
- 1956(?) Völkerkundemuseum Hamburg (Gruppenausstellung)

## Einzelausstellungen
- 1967 Anthroposophische Gesellschaft Hamburg (Einzelausstellung)
- 1977 Anthroposophische Gesellschaft Hamburg (Einzelausstellung)
- 2000 „Ausstellung aus dem Nachlass zum 80 jährigen Bestehen der Rudolf Steiner Schule Hamburg-Wandsbek“

## Ankäufe/Sammlungen
Werke befinden sich im Besitz des Altonaer Museums, des Museums für Hamburgische Geschichte, der Stiftung Deutsches Historisches Museum, des LWL-Museums für Kunst und Kultur (Münster), des Stadtmuseums Münster, des Brüder-Grimm-Hauses, des Heimatmuseums Hiddensee, der Kunstsammlung des Goetheanums, des Aenigma Archivs (Berlin), der Sammlung Frank Brabant, der Stadt Wolframs-Eschenbach, der Marktgemeinde Bad Hindelang, der Waldorfschule Hamburg-Wandsbek, der Waldorfschule Stockholm, im Privatbesitz, sowie bei seinen Erben.

## Veröffentlichungen
- Becker-Carus, Ewald (1951): „Über das Farbenerleben des Kindes“, in: Erziehungskunst. Monatsschrift zur Pädagogik Rudolf Steiners (15. Jg./Heft 8); Verlag Freies Geistesleben; Stuttgart; S. 234–240